# Jamborowy Wierch
Jamborowy Wierch lub Jamburowa Czuba – słabo wyodrębniony wierzchołek (1565 m n.p.m.) w południowo-zachodniej grani masywu Bobrowca w Tatrach Zachodnich, pomiędzy szczytem Bobrowca (1663 m), a wybitną Bobrowiecką Przełęczą (1356 m). Jamborowy Wierch kulminuje w miejscu załamania się tej grani. Od wschodniej, polskiej strony jego stoki opadają do Doliny Chochołowskiej. W północno-zachodnim kierunku odchodzi od niego boczny grzbiet Jambory poprzez Jamborową Skałkę do Jeżowego Wierchu. Grzbiet ten oddziela Dolinę Bobrowiecką od Doliny Juraniowej.
Zbudowany z wapieni i dolomitów Jamborowy Wierch jest skalisto-trawiasty, miejscami zarastający kosówką. Jest siedliskiem dla bardzo bogatej flory wapieniolubnych roślin tatrzańskich. Dawniej cały ten rejon był wypasany, wchodził w skład Hali Chochołowskiej. Do czerwca 2008 prowadził przez niego szlak turystyczny z Bobrowieckiej Przełęczy przez Bobrowiec i Juraniową Przełęcz do Umarłej Przełęczy. Został zamknięty przez TANAP w czerwcu 2008, co motywowano koniecznością ochrony przyrody.